# José Joaquim da Silva Machado
José Joaquim da Silva Machado (Vilela, 4-1-1864/ Gandra, 9-12-1952) foi abade de São Miguel de Gandra entre 1905 até aos anos 30, tendo sido um dos mais críticos abades perante a implantação da república e das suas reformas. Foi Vigário da Vara de Valongo e uma das figuras mais relevantes da história de Gandra (Paredes).

## Biografia
José Joaquim nasceu às 3 horas da manhã de 4 de janeiro de 1864 em Vilela, tendo sido batizado três dias depois. Era filho de Albino da Silva Machado e de Rachel Sophia de Figueiredo (ambos de Vilela) sendo neto paterno de António Joaquim da Silva Machado e materno de Dom Bernardo D´Avemaria.
Foi pároco de Castelões de Cepeda até 1905, quando o Príncipe Regente D. Luís Filipe o nomeou como Abade de São Miguel de Gandra.
O abade José Joaquim paroquiou Gandra num dos momentos mais difíceis e controversos da história de Portugal: o fim da monarquia e a consequente implantação da república, que se traduziu num período revolucionário que se principiou em 1908 e atravessa as primeiras duas décadas do século XX, terminando com a revolução de 1926 e a instauração da ditadura militar. Durante este período a igreja católica foi perseguida, tendo o abade José Joaquim ficado sem a administração do templo local, sem a residência paroquial e até foi enviado para o cárcere na Trafaria.
Sobre a sua conduta revolucionária e anti-republicana, existe um relatório do administrador municipal republicano de Paredes que aborda a prisão deste padre e a tentativa por parte do povo de o libertar à força das mãos das autoridades militares. Dessa tentativa resultaram a morte de duas pessoas. No entanto é percetível a consideração e fidelidade do povo de Gandra para com o seu pároco.
João Paulo Freire (Mario) na sua publicação Terra Lusa- Impressões de Viagem: Minho e Douro de Relance, publicada em 1917 refere a sua passagem por terras de Paredes e um encontro com o Padre José Joaquim abordando o caracter e espirito deste abade e mencionando o seguinte: “Padre José Joaquim da Silva Machado, boníssimo pastor d´almas, lhano e affável, cujos braços hospitaleiros se abrem promptamente para nos receber.” (…) Era um “sacerdote exemplar, uma das primeiras victimas do jacobinismo pintado à pressa de vermelho e verde, que é o peior de todos elles, em Gandra como em Lisboa, como em toda a parte.” Numa conversa que incluía a situação da paróquia de Gandra depois da proclamação da república em 1910, o autor comenta o seguinte: “E no rosto do exemplaríssimo e virtuoso abbade de Gandra como que passou uma nuvem de tristeza. Quem sabe! Talvez no breve minuto de uma recordação maguante o bom pastor de Gandra sentisse ainda a regelhar-lhe a alma o frio húmido das masmorras da Trafaria…” O seu legado é extenso. Corajoso e resoluto teve que proteger a sua paróquia das influências maçónicas, apoiou a reconstrução da capela de S. Sebastião de Vilarinho e incentivou Sílvia Cardoso no seu trabalho missionário que tinha como sede a Casa do Retiro da Granja (casa essa onde terá vivido, pagando renda, nas duas primeiras décadas do século XX).
Nos anos 30 deixou de ser pároco de Gandra, cedendo lugar ao Padre Porto, contudo ter-se-á mantido por Gandra, desconhecendo-se se terá paroquiado outra paróquia. Foi vigário da Vara de Valongo por mais de duas décadas, mantendo-se em funções até à sua morte que ocorreu a 9 de dezembro de 1952 no lugar da igreja, em Gandra, contando 88 anos.

## Legado
O Padre Luís Pinto Carneiro pediu colaboração à Junta de Freguesia de Gandra para a construção de um jazigo no cemitério de Gandra para o padre José Joaquim da Silva Machado em 1955, estando mencionado este pedido na ata da mesma junta de 5 de junho de 1955 e referindo o seguinte: “interpretando o sentir de todos os paroquianos solicita a esta junta a cedência graciosa de terrenos para jazigo no cemitério paroquial desta freguesia, destinado aos restos mortais do Rev. Padre José Joaquim Machado, sacerdote que (…) longos anos paroquiou a freguesia.” A Junta de Freguesia respondeu da seguinte forma a este pedido: “Considerando que aquele sacerdote pela sua competência e exemplo durante o seu largo exercício pastoral nesta freguesia é digno de todas as homenagens do povo desta freguesia acha esta junta, deve associar-se a esse fruto fazendo a cedência voluntária e graciosa do terreno pedido.” 
Existe ainda uma lápide que deambula pela sacristia da Igreja Matriz e que terá estado na antiga residência paroquial com as seguintes inscrições: “Ao Padre José Joaquim da Silva Machado Pároco de Gandra desde 1906 a freguesia agradecida 11/7/1937”.

Estas palavras só provam o apreço de toda a freguesia por esta figura que deverá ser uma das maiores e mais ilustres de que há memória nesta terra, tendo-a defendido dos males jacobitas republicanos bem como a fé e alicerces morais de todo este povo de Gandra. No que concerne a Vilarinho, esta estará para sempre grata por todo o seu empenho na reconstrução da sua capela entre 1919 e 1928.